# نانسي كولب
نانسي كولب (بالإنجليزية: Nancy Kulp) (و. 1921 – 1991 م) هي ممثلة، وممثلة تلفزيونية من الولايات المتحدة الأمريكية . ولدت في هاريسبرج، بنسيلفانيا .
وهي عضوة في الحزب الديمقراطي الأمريكي .
توفيت في بالم ديسيرت، ريفيرسيدي، كاليفورنيا .

## الخدمة العسكرية
خدمت في بحرية الولايات المتحدة.

## روابط خارجية
- نانسي كولب على موقع IMDb (الإنجليزية)
- نانسي كولب على موقع ميوزك برينز (الإنجليزية)
- نانسي كولب على موقع أول موفي (الإنجليزية)
- نانسي كولب على موقع قاعدة بيانات برودواي على الإنترنت (الإنجليزية)
- نانسي كولب على موقع إن إن دي بي (الإنجليزية)
- نانسي كولب على موقع ديسكوغز (الإنجليزية)
- نانسي كولب على موقع قاعدة بيانات الفيلم (الإنجليزية)